# Makari Wassiljewitsch Potapow
Makari Wassiljewitsch Potapow (russisch Макарий Васильевич Потапов; * 16. Februarjul. / 28. Februar 1887greg. in Beschezk; † 9. Mai 1949 in Moskau) war ein russisch-sowjetischer Wasserbauingenieur und Hochschullehrer.

## Leben
Potapow stammte aus einer Bauernfamilie. Er besuchte die städtische Schule in Beschezk (Abschluss 1903) und dann in St. Petersburg eine Realschule mit Abschluss 1906. Darauf begann er das Studium an der Universität St. Petersburg in der Physikalisch-Mathematischen Fakultät. Daneben arbeitete er zur Unterstützung der Familie in Ingenieur-Büros. 1908 verließ er die Universität, um am St. Petersburger Institut für Verkehrsingenieure zu studieren. Er spezialisierte sich auf Wasserbau und arbeitete daneben in entsprechenden Behörden bei der Projektierung und der Prospektion für Wasserbauanlagen mit. Er entwickelte eine neue Diagrammart für die Projektierung von Kanälen für Bewässerungsnetze, die dann im Gouvernement Semipalatinsk angewendet wurde.
Nach dem Abschluss des Studiums 1915 im Ersten Weltkrieg arbeitete Potapow auf der Krim als Ingenieur in einer Wasserprospektionsgruppe der Abteilung für Bodenverbesserung des Landwirtschaftsdepartments der Regierung. Er leitete meteorologische und hydrogeologische Untersuchungen und organisierte ein ständiges Hydrometrienetz.
Als nach der Oktoberrevolution im Bürgerkrieg die Krim von der Roten Armee besetzt worden war, beteiligte sich Potapow am Wiederaufbau des Sewastopoler Schiffbau-Werks und an der Organisation des Sewastopoler Volkspolytechnikums, dessen erster Dekan der Fakultät für Meliorationnsbau er wurde. 1921 wurde er nach Simferopol versetzt, um in der Krim-Wasserwirtschaftsverwaltung als Vizeleiter und dann als Leiter zu arbeiten. Auch leitete er den Bau einer ersten großen Talsperre auf der Krim, die als Alminskoje-Talsperre in der Basar-Dschilga-Senke durch einen 5 km langen Kanal Wasser aus der Alma erhielt.
Ab 1925 war Potapow Berater beim Gosplan in Moskau. Er organisierte die Wasserwirtschaftsplanung und prüfte die Hydromeliorationsanlagen. Daneben hielt er eine Vorlesungsreihe über Be- und Entwässerung im Moskauer Institut für Transportingenieure und führte Studien durch. Er erstellte einen Generalplan für die Wasserwirtschaft am unteren Syrdarja, am Talas, am Tschüi, am Ili und an den Flüssen des Siebenstromlands.
Potapow lehrte ab 1930 am Moskauer Wiljams-Institut für Hydromelioration. 1935 wurde er zum Doktor der technischen Wissenschaften promoviert. Die Ernennung zum Professor folgte 1936. Er hielt 1938–1939 eine Vorlesung am Belarussischen Polytechnischen Institut. 1940 wurde er zum Mitglied des Wissenschaftlichen Rats für die wissenschaftliche Bearbeitung von Problemen der Wasserwirtschaft der Akademie der Wissenschaften der UdSSR und zum Korrespondierenden Mitglied der Akademie der Wissenschaften der Weißrussischen Sozialistischen Sowjetrepublik gewählt. 1940–1941 und 1944–1946 leitete er den Wasserwirtschaftssektor der Abteilung der technischen Wissenschaften der Akademie der Wissenschaften der Weißrussischen Sozialistischen Sowjetrepublik.

## Ehrungen, Preise
- Ehrenzeichen der Sowjetunion (1944)
- Stalinpreis (1952 postum)[2]